# Uno más
Uno Más, también conocido en sus inicios como Uno Más Entre Nosotros, fue un programa magacín de televisión producido por Multipark para laOtra. Estrenado en 2001 en el segundo canal propiedad de Radio Televisión Madrid también se llegó a emitir en Telemadrid debido a su buena acogida. Su temática estaba centrada en la actualidad y estilos de vida de gays, lesbianas, transexuales y bisexuales. 
Fue el primer programa regular de televisión dedicado específicamente a la temática LGTB en la televisión realizada en España superando las 90 emisiones.

## Formato
Juan José Guerenabarrena, primer director de laOtra, tras pulsar la opinión de colectivos homosexuales y otros medios de comunicación con más experiencia en el tema impulsó la puesta en marcha de este programa. Lejos de estridencias, erotismo y pornografía, Uno más entre nosotros se presentó como un programa sobrio, elegante y discreto, abierto sobre el mundo gay pero no sólo para gays y lesbianas. Sus contenidos eran amplios, abiertos y mostraban novedades, reportajes y noticias sobre arte, literatura, espectáculos, costumbres, sitios de moda, decoración y diseño y mostraba las problemáticas cotidianas del colectivo gay.
En sus dos primeras temporadas el espacio se emitía los miércoles a las 22:00h. en laOtra, canal que por aquel entonces sólo se emitía a través de TDT tecnología con escasa implantación en esas fechas, y contaba con la redifusión a través de Telemadrid la madrugada de los viernes. Su presentador fue Mariano Blanco, periodista de Telemadrid, y su duración era de 60 minutos. Contaba con secciones dedicadas a información cultural, convocatorias de asociaciones y colectivos LGTB, novedades literarias de las librerías Berkana y A Different Life, estrenos de cine, actuaciones musicales, entrevista a artistas en el plató o reportajes sobre lugares y entornos de ambiente gay.
A partir de la tercera temporada el programa abandonó el plató, pasando a rodarse íntegramente en exteriores, reduciendo su duración hasta los 30 minutos. Su intención fue la de conseguir un formato más dinámico y vanguardista con una estética similar a la de programas como NoSoloMúsica (TeleCinco) o Metrópolis (La 2 de RTVE). En esta etapa el magacín estuvo dirigido por Juan Bayo y presentado por la actriz Claudia Rojas y, posteriormente, por Víctor del Campo.